# Jaroslav Borovička
Jaroslav Borovička (Praga, Checoslovaquia, 26 de noviembre de 1931-29 de diciembre de 1992) fue un futbolista checoslovaco que jugaba como delantero.

## Selección nacional
Fue internacional con la selección de fútbol de Checoslovaquia en 21 ocasiones y convirtió 2 goles. Formó parte de la selección subcampeona de la Copa del Mundo de 1962, pese a no haber jugado ningún partido durante el torneo.

### Participaciones en Copas del Mundo
| Mundial                        | Sede   | Resultado      | Partidos | Goles |
| ------------------------------ | ------ | -------------- | -------- | ----- |
| Copa Mundial de Fútbol de 1958 | Suecia | Fase de grupos | 3        | 0     |
| Copa Mundial de Fútbol de 1962 | Chile  | Subcampeón     | 0        | 0     |

## Clubes
| Club              | País           | Año       |
| ----------------- | -------------- | --------- |
| Spartak Sokolovo  | Checoslovaquia | 1950-1952 |
| Dukla Praga       | Checoslovaquia | 1952-1963 |
| VŽKG Vítkovice    | Checoslovaquia | ¿-?       |
| Spartak BS Vlašim | Checoslovaquia | ¿-?       |

## Palmarés

### Campeonatos nacionales
| Título                 | Club             | País           | Año  |
| ---------------------- | ---------------- | -------------- | ---- |
| Primera División       | Spartak Sokolovo | Checoslovaquia | 1952 |
| Primera División       | Dukla Praga      | Checoslovaquia | 1956 |
| Primera División       | Dukla Praga      | Checoslovaquia | 1958 |
| Primera División       | Dukla Praga      | Checoslovaquia | 1961 |
| Copa de Checoslovaquia | Dukla Praga      | Checoslovaquia | 1961 |
| Primera División       | Dukla Praga      | Checoslovaquia | 1962 |
| Primera División       | Dukla Praga      | Checoslovaquia | 1963 |